# Registre des arbres des îles britanniques

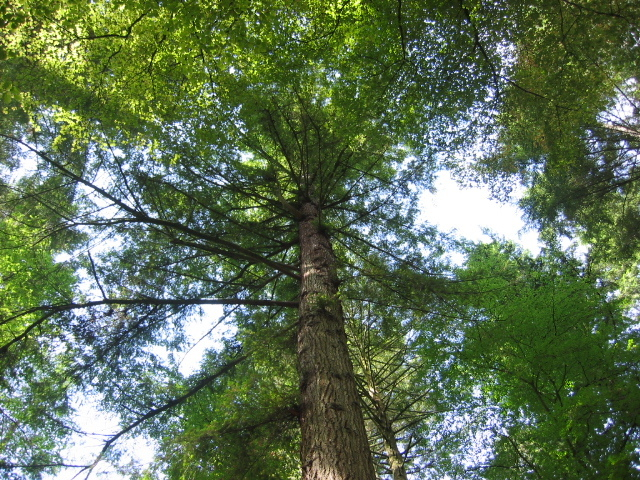
En regardant le tronc du plus grand Sapin de Douglas dans la forêt de Craigvinean en Écosse, à 59 mètres (194 pieds) de hauteur.

Le  Registre des arbres des îles britanniques,  'The Tree Register' , ou plus précisément, le  'Tree Register of the British Isles'  (TROBI), est un organisme caritatif, un organisme de bienfaisance enregistré, créé pour rassembler et mettre à jour une base de données d'arbres remarquables à travers la Grande-Bretagne et l'Irlande. Il comprend une base de données informatique contenant plus de 150 000 arbres.
Il contient des données provenant des archives manuscrites originales du dendrologue Alan Mitchell, renommé internationalement et d'autres documents historiques provenant de travaux de référence remontant à plus de 200 ans.
Les mesures récentes de hauteur et de circonférence peuvent être comparées à celles enregistrées par  Loudon (1830),  Elwes et  Henry (début des années 1900) et l'hon. Maynard Greville (années 1950), fournissant un enregistrement précieux des taux de croissance.
The Tree Register a été à l'origine de l'opération Ancient Tree Hunt.